# Бон (техника)
Вижте пояснителната страница за други значения на Бон.
Бон (боново заграждение) – плаващи заграждения, служещи за ограничаване на разпространението на нещо по повърхността на вода.
Боновите заграждения осигуряват ефективна локализация на възможните зони на разлив и преместване на нефт в акваториите на пристанищата (портовете), водохранилищата, реките, в открито море, а също се използват за ограждане на нефтоналивните съдове в процеса на провеждане на товарните операции, като така осигуряват надеждна защита от замърсяване на водната акватория.
Боновите заграждения се произвеждат от специални тъкани, обладаващи висока здравина и устойчивост към въздействие на киселини, соли, нефт и нефтопродукти. Конструкцията на съединенията осигурява оперативното разгръщане на боновите заграждения.
Боновете имат следните модификации:
Бонове с постоянна плавучест – обща височина от 830 до 1500 mm. Боновете с постоянна плавучест имат висока здравина и осигуряват скорост за тяхното буксиране до 3 възела. Конструкцията на боновите заграждения осигурява максимална устойчивост на ветрови и вълнови натоварвания.
Надуваеми бонови заграждения – отнасят се както към оперативните средства за защита на водоемите от замърсяване с нефт и нефтопродукти, така и към стационарните заграждения с морско предназначение. Могат да бъдат двуконтурни. Обща височина – до 830 mm.
Аварийни бонови заграждения – компактни надуваеми бонови заграждения, предназначени за локализация на нефторазливи, възникнали в случай на авария на съдове с всякакво предназначение при техния преход по вътрешни води и крайбрежната зона на морските заливи. Височината на АБ3 е 400 – 680 mm.
Приливни бонове – предназначени за защита на бреговата линия, заливите и реките с високи приливно-отливни течения от разлети нефт и нефтопродукти. Приливното боново заграждение е идеално за използване във води с малка дълбочина, където стандартните бонове са малкоефективни. Приливното боново заграждение има специални камери, напълнени с вода, които по време на отлив формират бариера и предотвратяват изхвърлянето на нефта (която носи течението под бона) на брега или плажа. Бона изплува само когато дълбочината на водата се увеличава. Изготвят се с обща височина 200 и 300 mm.
Изплаващи бонови заграждения – Комплекса от заграждения се намира на дъното, след дистанционен старт преграждат участъка за 2 – 3 минути. Не пречат на корабоплаването. Изплаващите бонови заграждения могат да се използват многократно.
Бонов скимер – изграден е във вид на секции на надуваемо боново заграждение с дължина 3 метра (по желание 5 метра) с вградено оборудване за премахване на „уловеното“ от боновото заграждение петно нефтопродукти чрез праговия метод.

## Промишлено използване
При разлива на нефтопродукти във водоем боновете се използват за локализация на петната на разлива и тралене на петната към местата на тяхното извличане (сорбция).
При молевия метод за водно транспортиране на дървените трупи от дърводобива боновете се използват за насочване на движението на трупите по маршрута и за плаващите части на лесозадържащите съоръжения (запаните).

## Военно използване
Заграждения от плаващи трупи или салове, защитаващи входа на залив или фарватера от неприятелски съдове широко са използвани през античността и средновековието в реки с бавно течение, тесни морски заливи и т.н.